# Vermivora
Vermivora är ett fågelsläkte i familjen skogssångare inom ordningen tättingar. Släktet omfattar numera endast tre arter, varav en troligen utdöd, som förekommer i östra Nordamerika, vintertid till Västindien och norra Sydamerika:
- Sumpskogssångare (V. bachmanii) – troligen utdöd
- Guldvingad skogssångare (V. chrysoptera)
- Blåvingad skogssångare (V. cyanoptera)

Tidigare inkluderades arter som numera placeras i Oreothlypis och Leiothlypis efter DNA-studier som visar att de endast är avlägset släkt.